# Simon d'Artigues
Pour les articles homonymes, voir d'Artigues.
Simon d'Artigues ou d'Artigue ou Dartigues (2 mars 1756-1835) est un aristocrate, propriétaire foncier et militaire français.

## Présentation
Simon d'Artigues est issu d'une famille établie à Grenade-sur-l'Adour, où elle exerce au XVIIe siècle l'activité de marchands avant de progressivement s'agréger à la noblesse. Il ne semble pas avoir rencontré de problème pendant la Révolution française lié à son rang d'aristocrate. Le 24 frimaire an III (14 décembre 1794), le maire et les officiers de la commune de Grenade-sur-l'Adour attestent qu'il a donné « les preuves non équivoques du plus pur patriotisme » et lui délivrent un certificat de civisme. Un passeport interne daté du 17 thermidor an VII (14 août 1799) lui permettant de circuler entre Grenade-sur-l'Adour et Mont-de-Marsan donne de lui la description suivante : « taille 1,679 m, cheveux, sourcils et yeux châtain foncé, nez aquilin, bouche moyenne, menton rond, front élevé, visage rond ». 

### Famille
Le père de Simon d'Artigues est Jean-Marie d'Artigues, chevalier de l'Ordre royal et militaire de Saint-Louis, capitaine au régiment royal d'artillerie. Sa mère est Jeanne de Poyferré, .
Simon d'Artigues est l'aîné de sa fratrie. Sa sœur, Anne Françoise, épouse de Portets, reçoit sa part d'héritage par contrat de mariage. Son frère, Simon-François dit « Benjamin », dit également l'abbé (il est le curé de Saint-Maurice-sur-Adour), reçoit 8 000 livres en argent suivant la volonté de l'héritier principal ou fils ainé d'après le testament de leur père, Jean-Marie, le 15 novembre 1782.
Simon d'Artigues épouse en 1787, Marie, Anne, Sophie de Jalras. Le couple a trois enfants : un garçon, né le 29 janvier 1791, une fille, Désirée, née le 29 janvier 1795, un fils, Simon, né le 18 août 1802. Ce dernier a pour parrain Simon Brassens et pour marraine la « citoyenne Dupeyré de Poyferré ».

### Carrière militaire
Simon d'Artigues fait une carrière militaire avant la Révolution française. Il est tour à tour :
- aspirant à l'École Royale d'Artillerie d'Auxonne, le 12 juin 1770 ;
- sous-lieutenant au régiment d'infanterie de Bourbonnais, le 25 août 1773 ;
- lieutenant en second, le 21 mars 1779 ;
- lieutenant en premier, le 19 mars 1780, capitaine en second, le 8 septembre 1784[1].

Il participe aux campagnes de 1780, 1781, 1782 et 1783 de la guerre d'indépendance des États-Unis et subit le naufrage du vaisseau le « Bourgogne », le 3 février 1783, dans les envions de Curaçao. Par la suite, il ambitionne de diriger une Compagnie. Sa demande est motivée par ses états de service et ses infirmités, qui ne le rendent plus apte à un service plus actif.

### Propriétaire foncier
Au début du XIXe siècle, Simon d'Artigues est  propriétaire du patrimoine suivant :
- des maisons de maître et des terres à Vianne ;
- onze métairies à Grenade-sur-l'Adour, sept à Saint-Pierre-du-Mont et six à Lamolère ;
- une maison sise place de l'église à Grenade-sur-l'Adour[1].

Il hérite également d'un hôtel particulier, dit Hôtel d'Artigues, construit par son père dans l'actuelle rue Armand-Dumalon à Mont-de-Marsan. N'occupant pas personnellement les lieux, il signe à la demande du maire de la ville, Jean Laurans, un bail pour un loyer annuel de 700 francs afin d'y loger Alexandre Méchin, premier préfet des Landes, à compter du 1er frimaire an IX (22 novembre 1800). Le bâtiment hébergera par la suite les préfets successifs jusqu'à l'achèvement de l'hôtel de préfecture des Landes en 1818.